# Агроном (Ошская область)
Агроном (кирг. Агроном) — село в Араванском районе Ошской области Кыргызстана. Входит в состав Чек-Абадского айылного аймака.

## География
Село расположено в западной части области, на расстоянии приблизительно 4 километров (по прямой) к западо-северо-западу от села Араван, административного центра района. Абсолютная высота — 720 метров над уровнем моря.

## Население
Согласно оценочным данным Национального статистического комитета Кыргызской Республики, численность населения села на начало 2023 года составляла 1060 человек.
| год     | 2009 | 2014 | 2015 | 2020 | 2021 | 2023 |
| ------- | ---- | ---- | ---- | ---- | ---- | ---- |
| человек | 769  | 758  | 857  | 985  | 1004 | 1060 |